# Canton de Carpentras-Nord
Le canton de Carpentras-Nord est une ancienne division administrative française du département de Vaucluse, en région Provence-Alpes-Côte d'Azur.

## Histoire
Le canton est supprimé par le décret du 28 février 2014 qui entre en vigueur à l'issue des élections départementales de mars 2015.

## Composition
Le canton de Carpentras-Nord comprenait une partie de la commune de Carpentras et cinq autres communes :
| Communes                          | Population   | Code postal | Code insee | Intercommunalité                                    |
| --------------------------------- | ------------ | ----------- | ---------- | --------------------------------------------------- |
| Carpentras (fraction) (chef-lieu) | +14 626, (1) | 84200       | 84031      | Communauté d'agglomération Ventoux-Comtat Venaissin |
| Aubignan                          | +05 164,     | 84810       | 84004      | Communauté d'agglomération Ventoux-Comtat Venaissin |
| Caromb                            | +03 175,     | 84330       | 84030      | Communauté d'agglomération Ventoux-Comtat Venaissin |
| Loriol-du-Comtat                  | +02 422,     | 84870       | 84067      | Communauté d'agglomération Ventoux-Comtat Venaissin |
| Saint-Hippolyte-le-Graveyron      | +00161,      | 84330       | 84109      | Communauté d'agglomération Ventoux-Comtat Venaissin |
| Sarrians                          | +05 837,     | 84260       | 84122      | Communauté d'agglomération Ventoux-Comtat Venaissin |

(1) fraction de commune.

## Représentation

### Conseillers généraux de 1833 à 2015
| Date d'élection                | Identité                                             | Parti               | Qualité |
| ------------------------------ | ---------------------------------------------------- | ------------------- | --- |
| 1833-1848 (décès)              | Augustin Dominique Fortunet                          |                     | Négociant à Carpentras                                                                                                  |
| 1848-1852                      | Siffrein Hyacinthe Maurice Fortunet                  |                     | Négociant à Carpentras                                                                                                  |
| 1852-1861                      | Maurice Hyacinthe Jacques Fortunet (Fils d'Augustin) |                     | Propriétaire et négociant à Carpentras                                                                                  |
| 1861-1870                      | Joseph Casimir Pascal                                |                     | Pharmacien, propriétaire et juge de paix Adjoint au Maire de Carpentras                                                 |
| 1870-1870                      | Eugène Augustin Fortunet                             |                     | Avocat Maire de Carpentras (1865-1870)                                                                                  |
| 1870-1871                      | M. Escoffier M. Faye M. Gauthier                     |                     | Membres de la Commission départementale                                                                                 |
| 1871-1877                      | Louis Cyprien Poujade                                | Républicain         | Maire de Carpentras (1870-1871, 1876-1877 et 1878-1881)                                                                 |
| 1877-1883                      | Maurice Hyacinthe Jacques Fortunet                   | Droite bonapartiste | Propriétaire à Carpentras                                                                                               |
| 1883-1895                      | Eugène Barre                                         | Républicain         | Médecin, maire de Caromb                                                                                                |
| 1895-1901                      | Philippe Rey                                         | Rad.                | Directeur de l'asile d'aliénés d'Aix-en-Provence                                                                        |
| 1901-1907                      | Léopold Pécoul                                       | Rad.                | Négociant en truffes et confiseries - Maire de Carpentras (1900-1908)                                                   |
| 1907-1919                      | Louis Guichard                                       | Rad.                | Propriétaire - Maire d'Aubignan, conseiller d'arrondissement Député (1910-1942)                                         |
| 1919-1925                      | Emile Fenouil                                        | Rad.                | Propriétaire-viticulteur à Carpentras                                                                                   |
| 1925-1941 (démission d'office) | Francis Bouyer                                       | SFIO                | Représentant de commerce à Carpentras Révoqué par le Gouvernement de Vichy                                              |
|                                |                                                      |                     | |
| 1945-1967                      | Francis Bouyer                                       | SFIO                | Premier adjoint au maire de Carpentras (1947-1965, sauf 1940-1944)                                                      |
| 1967-1973                      | Maurice Charretier                                   | DVD                 | Avocat Maire de Carpentras (1965-1987)                                                                                  |
| 1973-1979                      | Roger Georges Ghio                                   | PS                  | Entrepreneur de travaux publics conseiller municipal de Carpentras, conseiller régional suppléant du député André Borel |
| 1979-1998                      | Jacques Roman                                        | UDF-Radical         | Chef de service à la Caisse d'épargne Adjoint au maire de Carpentras                                                    |
| 1998-2011                      | Michel Bayet                                         | PS                  | Retraité de l'Éducation nationale Conseiller municipal de Carpentras puis maire de Sarrians (2008-2014)                 |
| 2011- 2015                     | Patrick Bassot                                       | FN                  | Artisan Conseiller municipal de Carpentras                                                                              |

### Conseillers d'arrondissement (de 1833 à 1940)
Le canton de Carpentras Nord avait deux conseillers d'arrondissement.
| Période                                  | Période          | Identité                        | Étiquette   | Qualité |
| ---------------------------------------- | ---------------- | ------------------------------- | ----------- | --- |
| 1833                                     |                  | Jean Michel Bernard (1775-1857) |             | Médecin à Carpentras, chirurgien-major                                                                      |
| 1833                                     |                  | M. Ducros                       |             | Maire de Sarrians                                                                                           |
|                                          |                  |                                 |             | |
|                                          | 1881 (démission) | M. Lombard                      |             | |
|                                          |                  |                                 |             | |
| 1895                                     |                  | Ambroise Nicolet                | Républicain | Maire de Loriol                                                                                             |
| 1895                                     | 1907             | Louis Guichard                  | Républicain | Propriétaire à Aubignan                                                                                     |
| 1910                                     | 1928             | Joseph Génin                    | Radical     | Propriétaire viticulteur à Caromb                                                                           |
| 1910                                     | 1928             | M. Lambert                      | Radical     | |
|                                          |                  |                                 |             | |
| 1928                                     |                  | M. Surles                       | Radical     | Propriétaire à Sarrians                                                                                     |
| 1928                                     |                  | M. Allègre                      | Radical     | |
| 1936                                     | 1940             | Albin Durand (1895-1944)        | PC-SFIC     | Viticulteur à Sarrians Arrêté par la Gestapo et assassiné le 1er août 1944                                  |
| 1940                                     |                  |                                 |             | Les conseils d'arrondissement ont été suspendus par la loi du 12 octobre 1940 et n'ont jamais été réactivés |
| Les données manquantes sont à compléter. |                  |                                 |             | |

## Démographie
| 1962 | 1968 | 1975 | 1982 | 1990   | 1999   | 2006   | 2011   | 2012   |
| ---- | ---- | ---- | ---- | ------ | ------ | ------ | ------ | ------ |
| -    | -    | -    | -    | 25 845 | 28 448 | 30 522 | 31 385 | 31 444 |